# NGC 3459
NGC 3459 este o galaxie spirală situată în constelația Cupa. A fost descoperită în 5 ianuarie 1887 de către Francis Leavenworth.